# José Villalonga
Pour les articles homonymes, voir Villalonga (homonymie).
José Villalonga Llorente est un ancien entraîneur espagnol, né le 4 décembre 1919 à Cordoue et mort le 7 août 1973 à Madrid.

## Biographie
Né à Cordoue en 1919, il est soldat volontaire à 16 ans lors de la Guerre civile d'Espagne (1936-1939), puis devient provisoirement sous-lieutenant à 18 ans.
Après la guerre civile, il est entré à l'Académie militaire. En 1947, avec le grade de lieutenant, il fut nommé professeur d'éducation physique à l'école centrale de Tolède.
En 1952, il rentre au Real Madrid comme préparateur physique et en 1954, il devient l'entraîneur du Real Madrid.
Il dirigea le Real de 1954 à 1957, remportant deux Liga, deux Ligues des Champions et deux coupes Latine.
De 1959 à 1962, il entraîne l'Atlético Madrid. Il remporte deux coupes d'Espagne de suite et une coupe des coupes en 1962.
Fort de ce titre, il fut appelé pour être sélectionneur national de l'Espagne, à la suite de la déception du mondial 1962.
Il remporta l'Euro 1964, ce qui constitua une première dans l'histoire de la sélection, puisqu'il s'agit du premier trophée. Il faudrait attendre 2008 pour voir l'Espagne remporter ce trophée une deuxième fois.
Il fait la Coupe du monde de football de 1966, en Angleterre, mais l'Espagne est éliminée au premier tour et il termine sa carrière d'entraîneur sur cette élimination.

## Palmarès

### Espagne
- Vainqueur de l'Euro 1964
- Championnat d'Europe de football

### Real Madrid
- Coupe Latine
  - Vainqueur en 1955 et en 1957
- Ligue des champions de l'UEFA
  - Vainqueur en 1956 et en 1957
- Championnat d'Espagne de football
  - Champion en 1955 et en 1957

### Atlético Madrid
- Championnat d'Espagne de football
  - Vice-champion en 1962
- Coupe d'Europe des vainqueurs de coupe de football
  - Vainqueur en 1962
- Coupe d'Espagne de football
  - Vainqueur en 1960 et en 1961